# Léo Loden
Pour les articles homonymes, voir Loden.
Léo Loden est une série de bande dessinée policière créée en 1991 par Christophe Arleston au scénario et Serge Carrère au dessin, publiée par les éditions Soleil Productions depuis 1992. À partir du tome 16, Arleston est assisté par Loïc Nicoloff qui assure seul le scénario à partir du tome 26.
Il s'agit des aventures d'un ex-commissaire de police marseillais devenu détective privé.

## Synopsis
Ancien commissaire de police, Léo Loden a démissionné à la suite d'une accusation de bavure injustifiée. Il est désormais détective privé et mène ses enquêtes avec son oncle, Louis-Ulysse Loco ex-marin alcoolique, pot-de-colle et séducteur. Il vit avec son amie, Marlène Soral, inspecteur de police.
Les premiers albums se déroulent à Marseille ou dans la région et font référence aux lieux, événements ou personnages locaux.

## Personnages

### Léo Loden
Léo Loden est un ex-commissaire de police à Marseille, poussé à la démission à la suite d'une bavure dont il n'est pas responsable dans l'album Terminus Canebière. Avec son oncle Louis-Ulysse Loco, familièrement appelé « Tonton Loco », il décide de monter sa propre agence de détective privé. Il garde toutefois contact avec l'inspecteur Marlène Soral, qui n'est autre que sa petite amie, ce qui lui permet d'accéder aux dossiers de la police nationale. Il est également connu par ses ex-collègues policiers dans toute la région de Marseille, ce qui l'aide dans certaines situations.
Léo Loden est roux et toujours vêtu d'un jean et d'un blouson d'aviateur. Il habite à Marseille près de la Canebière dans le 1er arrondissement.

### Tonton Loco
Louis-Ulysse Loco est un marin assez âgé, aux cheveux et à la moustache, qui se présente dans le premier tome de la série comme lassé de naviguer. Il rend ainsi visite à son neveu Léo Loden, qui vient tout juste de démissionner du poste de commissaire de police. Il restera finalement à Marseille avec son neveu pour l'aider dans la création de son agence de détective privé ainsi que pour élucider la plupart de ses enquêtes.
Le tome dix de la série livre de nombreux renseignements sur le passé du personnage. En lisant les albums dans l'ordre de parution, on sait déjà que Loco a eu une vie de marin assez bien remplie et qu'il a été confronté à tous les types de situations au cours de ses nombreuses escales dans les ports étrangers. Outre son prénom, Louis-Ulysse, on apprend que Loco a été marié dans sa jeunesse mais qu'il n'a jamais revu sa femme avant son décès.
D'une manière générale, Loco est un personnage bon vivant et comique, qui vient en aide à son neveu en apportant toute son expérience au service des enquêtes. Tantôt débrouillard, tantôt boulet, Loco reste indispensable à Léo Loden pour l'aider dans son métier. Il est dessiné vêtu d'un pantalon blanc, d'un pull bleu et d'une veste noire et il porte systématiquement une casquette de marin sur la tête.

### Marlène Soral
Marlène Soral est la fiancée de Léo. Elle est inspecteur de police à Marseille et fut sous les ordres de Léo Loden lorsque celui-ci était commissaire. C'est ainsi qu'ils se sont rencontrés. À la suite de la démission de Loden, l'inspecteur Soral devient pour ce dernier le contact qui a accès aux données et aux moyens de la police nationale, ceci étant très utile dans plusieurs situations.
Ils deviennent parents de jumeaux dans l'album Fugue en rêve mineur.

## Albums
Scénario de Christophe Arleston :
1. Terminus Canebière, 1992
2. Les Sirènes du Vieux-Port, 1992
3. Adieu ma Joliette, 1993
4. Grillade provençale, 1993
5. Kabbale dans les traboules, 1994
6. Pizza aux pruneaux, 1995

- Hors Série 1: Meurtre à la FNAC, 1995  (ISBN 2-87764-326-3). Initialement sortie en Hors Série, l'histoire courte a intégré l'album # Tapas, ou ça casse !!! en 2008.

1. Propergol sur le Capitole, 1995
2. Vodka mauresque, 1996
3. Chaud beffroi, 1997
4. Testament et Figatelli, 1997

- Hors Série 2: Léo Loden et Jules sauvent la coupe du monde, 1998  (ISBN 2-87764-728-5). Initialement sortie en Hors Série, l'album a intégré la série principale et est devenu le 12 Tirs à vue l'année suivante.

1. Diamants noirs sur canapé, 1999
2. Tirs à vue, 1999
3. Bretzel f@tal, 2000
4. Calissons et lumières, 2002
5. Macchabées à l'escabèche, 2005

Scénario de Christophe Arleston et Loïc Nicoloff :
1. Froide vendange, 2006
2. Hélico Pesto, 2007
3. Tapas, ou ça casse !!!, 2008, composé de deux histoires courtes : le hors-série Meurtre à la FNAC sorti treize ans plus tôt et L'êvéché était fermé de l'intérieur centré sur Marlène dans lequel Léo ne joue aucun rôle.
4. Speculoos à la plancha, 2010
5. Langoustines breizhées, 2011
6. Barigoule au Frioul, 2012
7. Tropézienne dum dum, 2013
8. Brouillades aux embrouilles, 2015
9. Les Cigales du pharaon, 2016
10. Massilia Aeterna, 2017

Scénario de Loïc Nicoloff :
1. Fugue en rave mineure, 2019 (ISBN 978-2-302-07144-5).
2. Sète à huîtres, 2020  (ISBN 978-2-302-08178-9).
3. Carmina Burrata, 2021  (ISBN 978-2302091245)
4. Privé boucané, 2022  (ISBN 978-2302121133)